# 56-й моторизований корпус (Третій Рейх)
LVI-й (56-й) моторизо́ваний ко́рпус (нім. LVI. Armeekorps (mot.) — моторизований корпус Вермахту за часів Другої світової війни.

## Історія
LVI-й моторизований корпус був сформований 15 лютого 1941 року. 21 червня 1942 року корпус переформований на 56-й танковий корпус.

## Райони бойових дій
- Німеччина (лютий — червень 1941);
- Східний фронт (північний напрямок) (червень — серпень 1941);
- Східний фронт (центральний напрямок) (серпень — 21 червня 1942).

## Командування

### Командири
- генерал від інфантерії Еріх фон Манштейн (нім. Erich von Manstein) (15 лютого — 13 вересня 1941);
- генерал-лейтенант, з 1 жовтня 1941 генерал танкових військ Фердинанд Шаль (нім. Ferdinand Schaal) (13 вересня 1941 — 21 червня 1942).

## Бойовий склад 56-го моторизованого корпусу
Формування управління, забезпечення та підтримки
- 125-те артилерійське командування (Arko 125),
- 456-те управління корпусного постачання (Korps-Nachschubtruppen 456);
- 456-й корпусний батальйон зв'язку (Korps-Nachrichten-Abteilung 456);
- 456-й взвод фельджандармерії (Feldgendarmerie-Trupp 456);
- 456-та польова пошта (Feldpostamt 456).

- 8-ма танкова дивізія (8. Panzer-Division);
- 3-тя моторизована дивізія (3. Infanterie-Division (mot.);
- 290-та піхотна дивізія (290. Infanterie-Division).

- 3-тя моторизована дивізія;
- Дивізія СС «Тотенкопф» (SS-Totenkopf-Division).

- 6-та танкова дивізія (6. Panzer-Division);
- 7-ма танкова дивізія (7. Panzer-Division);
- 129-та піхотна дивізія (129. Infanterie-Division);
- 900-та навчальна моторизована бригада (Lehr-Infanterie-Brigade 900 (mot).

- 6-та танкова дивізія;
- 7-ма танкова дивізія;
- 14-та моторизована дивізія (14. Infanterie-Division (mot.);
- 129-та піхотна дивізія.

- 7-ма танкова дивізія;
- 14-та моторизована дивізія.

- 7-ма танкова дивізія;
- 14-та моторизована дивізія;
- 36-та моторизована дивізія (36. Infanterie-Division (mot.).

- 6-та танкова дивізія;
- 7-ма танкова дивізія;
- 14-та моторизована дивізія;
- 900-та навчальна моторизована бригада.

- 7-ма танкова дивізія;
- 14-та моторизована дивізія;
- 900-та навчальна моторизована бригада.

- 6-та танкова дивізія;
- 7-ма танкова дивізія;
- 14-та моторизована дивізія;
- 900-та навчальна моторизована бригада.

- 7-ма танкова дивізія;
- 14-та моторизована дивізія.